# 永恩寺
永恩寺是原為熙春園園主的家廟，現已拆除，遺址位於清華大學二校門附近的兩株古柏處。1909年清華建校初期尚完整存在，並有僧人管理，建校時由學務處給予恤銀後拆除，目前永恩寺遺物只剩一口古井（目前被方形水泥塊覆蓋），已有300多年的歷史。
1707年（康熙46年），胤祉發現了永恩寺，並將之擴建後樹立了「永恩寺碑」，此碑同時也成為了熙春園建園碑，後此碑被雍正帝移走。